# 배리 맥과이어
배리 맥과이어(Barry McGuire, 1935년 10월 15일 ~ )은 미국의 남성 영화배우 겸 싱어송라이터이며 예비역 미국 해군 하사이다.

## 생애

### 일생
고등학교 졸업 직후 미국 해군에 입대하여 복무하였으며 미국 해군 하사 예편 후 1957년 미국 영화 《Street of sinners》의 단역으로 영화배우 첫 데뷔하였고 1961년 솔로 가수 데뷔하였으며 이듬해 1962년 포크 팝 보컬 음악 그룹 "The New Christy Minstrels"에 가담하여 보컬리스트 겸 기타리스트로 활동을 한 일이 있다.

## 유명세
그는 보통적으로 대한민국 국내에서는 "The New Christy Minstrels" 시절에 부른 노래를 솔로 가수의 입장으로서도 리메이크한 《Green green》이 릴레이 히트한 가수로 널리 잘 알려져 있다.

## 같이 보기
- 글렌 캠벨